# 미셸린 베르나르디니
미셸린 베르나르디니(프랑스어: Micheline Bernardini, 1927년 12월 1일 ~ )는 프랑스의 모델이자 누드댄서이다. 1946년 7월 5일에 루이 레아르가 비키니 환초에서 일어난 미국의 핵실험 이후에 디자인한 최초의 비키니 수영복 모델로 고용된 것으로 유명하다.

## 레아르의 비키니
패션 디자이너인 루이 레아르는 착용한 사람의 배꼽과 엉덩이를 과감히 노출하는 여성용 투피스 수영복을 디자인했지만 런웨이에서 그가 디자인한 수영복을 선보일 모델을 찾을 수 없었다. 이 때문에 레아르는 카지노 드 파리에서 활동하던 19세 누드댄서인 베르나르디니를 모델로 고용하게 된다. 레아르는 1946년 7월에 파리에서 인기가 있던 대중 수영장인 피신 몰리토르(Piscine Molitor)에서 신문지 문양이 들어간 직물 194cm2로 만든 수영복을 비키니라고 명명했다.
베르나르디니의 사진과 행사에 대한 기사들은 언론에 의해 널리 보도되었다. 특히 인터내셔널 헤럴드 트리뷴(International Herald Tribune)은 9개에 달하는 기사를 게재하기도 했다. 비키니는 특히 남성들 사이에서 인기를 끌었고 베르나르디니는 50,000통 이상의 팬레터를 받았다.

## 나중의 생애
베르나르디니는 나중에 오스트레일리아로 이주했다. 베르나르디니는 1948년부터 1958년까지 멜버른의 티볼리 극장에서 상연된 많은 시사 풍자극에 출연했다. 베르나르디니가 1946년에 비키니 모델로 출연한 장면은 2011년에 오스트레일리아의 A&E에서 방송된 리얼리티 텔레비전 시리즈인 러브 로스트(Love Lost)의 비키니(Bikini) 에피소드에 등장했다. 베르나르디니는 58세 시절이던 1986년에 사진 작가인 피터 턴리(Peter Turnley)를 위해 비키니를 입고 포즈를 취했다.